# Jetřich I. z Lichtenštejna
Jetřich I. z Lichtenštejna (německy Dietrich I. von Liechtenstein, † asi 12. dubna 1209 ) byl rakouský šlechtic z rodu Lichtenštejnů původem z Dolních Rakous.

## Původ

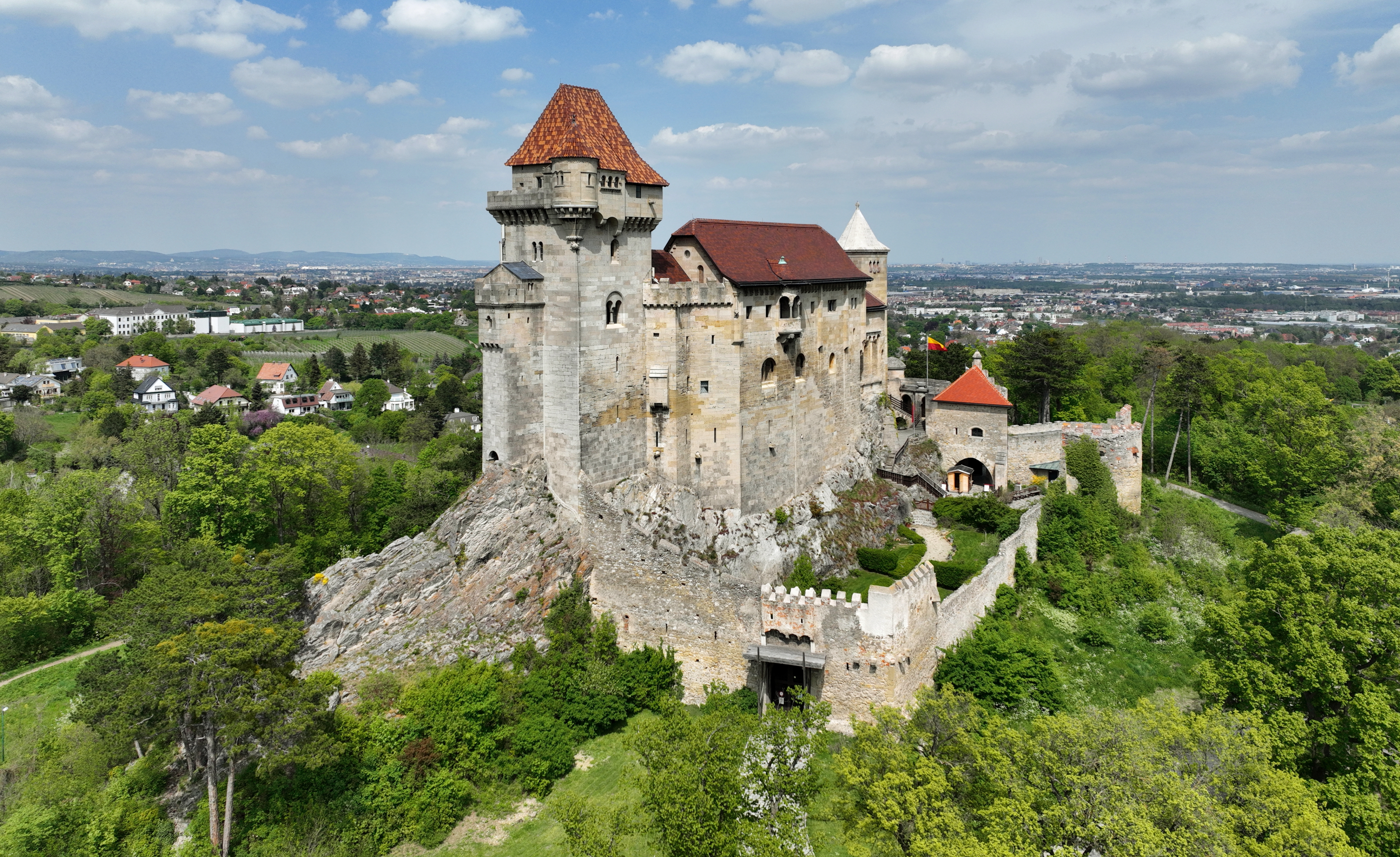
Hrad Liechtenstein

Rod nese jméno hradu Liechtenstein, postaveného v době kolem roku 1130 jižně od Vídně, zakladatelem rodu Hugem z Petronellu. Jetřich I. se narodil jako syn Dětřicha z Lichtenštejna († 1192) a jeho manželky Wirat z Pfaffstettenu, dcery Albrechta z Pfaffstettenu.
Měl několik sourozenců, bratry Rapota z Lichtenštejna, pána na Petronelu († 1196), Albrechta z Lichtenštejna († 5. července 1190) a sestru Virat z Lichtenštejna († 1192 n. l.), která se stala jeptiškou v Klosterneuburském klášteře.

## Rodinné jméno
Jetřich I. z Lichtenštejna se oženil s paní z Guntramsdorfu (* 1193), dcerou Jindřicha z Guntramsdorfu. Manželé měli 3 syny:   
- Dětřich II. († asi 1258), pán z Rohrau, ženatý s Markétou
- Jindřich I. (1216 – 1265), pán na Mikulově, Lichtenštejnu a Petronellu, ženatý poprvé s Dimmudou, podruhé s jistou Mechtildou († 24. května 1265)
- Albert († 3. prosince 1285), pán na Petronellu, ženatý